# Campionati mondiali di pattinaggio di velocità sprint 2014
I Campionati mondiali di pattinaggio di velocità sprint 2014 sono stati la 45ª edizione della manifestazione. Si sono svolti all'M-Wave di Nagano, in Giappone, il 18 e il 19 gennaio 2014.

## Campionati maschili

### Giorno 1

#### 500 m
| Pos. | Atleta              | Nazione     | Tempo |
| ---- | ------------------- | ----------- | ----- |
| 1    | Michel Mulder       | Paesi Bassi | 34"83 |
| 2    | Daniel Greig        | Australia   | 35"19 |
| 3    | Mirko Giacomo Nenzi | Italia      | 35"27 |
| 4    | Roman Kreç          | Kazakistan  | 35"32 |
| 5    | William Dutton      | Canada      | 35"37 |

#### 1000 m
| Pos. | Atleta         | Nazione     | Tempo   |
| ---- | -------------- | ----------- | ------- |
| 1    | Denïs Kwzïn    | Kazakistan  | 1'09"37 |
| 2    | Shani Davis    | Stati Uniti | 1'09"44 |
| 3    | Kjeld Nuis     | Paesi Bassi | 1'09"56 |
| 4    | William Dutton | Canada      | 1'09"89 |
| 5    | Michel Mulder  | Paesi Bassi | 1'09"91 |

### Giorno 2

#### 500 m
| Pos. | Atleta              | Nazione     | Tempo |
| ---- | ------------------- | ----------- | ----- |
| 1    | Michel Mulder       | Paesi Bassi | 35"12 |
| 2    | Daniel Greig        | Australia   | 35"17 |
| 3    | Keiichirō Nagashima | Giappone    | 35"28 |
| 4    | Laurent Dubreuil    | Canada      | 35"34 |
| 5    | Ronald Mulder       | Paesi Bassi | 35"43 |

#### 1000 m
| Pos. | Atleta        | Nazione     | Tempo   |
| ---- | ------------- | ----------- | ------- |
| 1    | Shani Davis   | Stati Uniti | 1'08"96 |
| 2    | Denïs Kwzïn   | Kazakistan  | 1'09"54 |
| 3    | Michel Mulder | Paesi Bassi | 1'09"96 |
| 4    | Kjeld Nuis    | Paesi Bassi | 1'09"99 |
| 5    | Daniel Greig  | Australia   | 1'10"35 |

### Classifica generale
| Pos. | Atleta                    | Nazione           | 500 m (1)  | 1000 m (1)   | 500 m (2)  | 1000 m (2)   | Punti   |
| 1    | Michel Mulder             | Paesi Bassi       | 34"83 (1)  | 1'09"91 (5)  | 35"12 (1)  | 1'09"96 (3)  | 139,885 |
| 2    | Shani Davis               | Stati Uniti       | 35"58 (11) | 1'09"44 (2)  | 35"82 (14) | 1'08"96 (1)  | 140,600 |
| 3    | Daniel Greig              | Australia         | 35"19 (2)  | 1'10"36 (8)  | 35"17 (2)  | 1'10"35 (5)  | 140,715 |
| 4    | Denïs Kwzïn               | Kazakistan        | 35"73 (15) | 1'09"37 (1)  | 35"82 (14) | 1'09"54 (2)  | 141,005 |
| 5    | Kjeld Nuis                | Paesi Bassi       | 35"90 (18) | 1'09"56 (3)  | 35"53 (8)  | 1'09"99 (4)  | 141,205 |
| 6    | Ronald Mulder             | Paesi Bassi       | 35"67 (13) | 1'09"93 (6)  | 35"43 (5)  | 1'10"59 (6)  | 141,360 |
| 7    | William Dutton            | Canada            | 35"37 (5)  | 1'09"89 (4)  | 35"69 (11) | 1'10"78 (8)  | 141,395 |
| 8    | Alexandre St-Jean         | Canada            | 35"60 (12) | 1'10"49 (10) | 35"45 (6)  | 1'10"61 (16) | 141,600 |
| 9    | Laurent Dubreuil          | Canada            | 35"45 (9)  | 1'10"64 (13) | 35"34 (4)  | 1'11"06 (13) | 141,640 |
| 10   | Roman Kreç                | Kazakistan        | 35"32 (4)  | 1'10"60 (12) | 35"51 (7)  | 1'11"10 (14) | 141,680 |
| 11   | Mirko Giacomo Nenzi       | Italia            | 35"27 (3)  | 1'10"45 (9)  | 35"88 (16) | 1'10"88 (12) | 141,815 |
| 12   | Kim Tae-Yun               | Corea del Sud     | 35"90 (18) | 1'10"27 (7)  | 35"96 (18) | 1'10"87 (11) | 142,430 |
| 13   | Tyler Derraugh            | Canada            | 35"84 (16) | 1'10"51 (11) | 35"95 (17) | 1'10"83 (9)  | 142,460 |
| 14   | Mitchell Whitmore         | Stati Uniti       | 36"00 (20) | 1'10"94 (14) | 35"57 (9)  | 1'10"85 (10) | 142,465 |
| 15   | Yūji Kamijō               | Giappone          | 35"40 (6)  | 1'11"51 (17) | 35"57 (9)  | 1'11"78 (17) | 142,615 |
| 16   | Keiichirō Nagashima       | Giappone          | 35"43 (8)  | 1'11"92 (19) | 35"28 (3)  | 1'12"74 (22) | 143,040 |
| 17   | Espen Aarnes Hvammen      | Norvegia          | 35"41 (7)  | 1'12"02 (21) | 35"75 (12) | 1'12"08 (19) | 143,210 |
| 18   | Takayuki Numazaki         | Giappone          | 35"50 (10) | 1'12"79 (25) | 35"76 (13) | 1'11"78 (17) | 143,545 |
| 19   | Christoffer Fagerli Rukke | Norvegia          | 36"35 (21) | 1'11"54 (18) | 36"25 (22) | 1'11"71 (16) | 144,225 |
| 20   | David Bosa                | Italia            | 35"84 (16) | 1'12"39 (22) | 36"13 (19) | 1'12"19 (21) | 144,260 |
| 21   | Denis Dressel             | Germania          | 36"35 (21) | 1'12"00 (20) | 36"17 (20) | 1'12"17 (20) | 144,605 |
| 22   | Evgenij Lalenkov          | Russia            | 36"73 (25) | 1'11"42 (15) | 36"59 (25) | 1'11"60 (15) | 144,830 |
| 23   | Denny Ihle                | Germania          | 36"78 (26) | 1'12"42 (23) | 36"25 (22) | 1'13"05 (23) | 145,765 |
| 24   | Tommi Pulli               | Finlandia         | 36"43 (23) | 1'12"48 (24) | 36"62 (26) | 1'15"07 (24) | 146,825 |
| 25   | Lee Kyou-hyuk             | Corea del Sud     | 35"68 (14) | 1'11"44 (16) | 36"21 (21) |              |         |
| 26   | Sergej Čadaev             | Russia (bandiera) | 36"55 (24) | 1'14"07 (26) | 36"36 (24) |              |         |

## Campionati femminili

### Giorno 1

#### 500 m
| Pos. | Atleta             | Nazione     | Tempo |
| ---- | ------------------ | ----------- | ----- |
| 1    | Yu Jing            | Cina        | 37"67 |
| 2    | Margot Boer        | Paesi Bassi | 38"00 |
| 3    | Heather Richardson | Stati Uniti | 38"04 |
| 4    | Nao Kodaira        | Giappone    | 38"06 |
| 5    | Zhang Hong         | Cina        | 38"11 |

#### 1000 m
| Pos. | Atleta             | Nazione     | Tempo   |
| ---- | ------------------ | ----------- | ------- |
| 1    | Zhang Hong         | Cina        | 1'15"17 |
| 2    | Margot Boer        | Paesi Bassi | 1'15"31 |
| 3    | Yu Jing            | Cina        | 1'15"61 |
| 4    | Heather Richardson | Stati Uniti | 1'15"86 |
| 5    | Christine Nesbitt  | Canada      | 1'16"42 |

### Giorno 2

#### 500 m
| Pos. | Atleta             | Nazione     | Tempo |
| ---- | ------------------ | ----------- | ----- |
| 1    | Yu Jing            | Cina        | 37"72 |
| 2    | Margot Boer        | Paesi Bassi | 38"15 |
| 3    | Heather Richardson | Stati Uniti | 38"18 |
| 4    | Zhang Hong         | Cina        | 38"29 |
| 5    | Nao Kodaira        | Giappone    | 38"33 |

#### 1000 m
| Pos. | Atleta             | Nazione     | Tempo   |
| ---- | ------------------ | ----------- | ------- |
| 1    | Heather Richardson | Stati Uniti | 1'15"28 |
| 2    | Zhang Hong         | Cina        | 1'15"44 |
| 3    | Margot Boer        | Paesi Bassi | 1'16"12 |
| 4    | Yu Jing            | Cina        | 1'16"16 |
| 5    | Christine Nesbitt  | Canada      | 1'16"60 |

### Classifica generale
| Pos. | Atleta              | Nazione       | 500 m (1)  | 1000 m (1)   | 500 m (2)  | 1000 m (2)   | Punti   |
| 1    | Yu Jing             | Cina          | 37"67 (1)  | 1'15"61 (3)  | 37"72 (1)  | 1'16"16 (4)  | 151,275 |
| 2    | Zhang Hong          | Cina          | 38"11 (5)  | 1'15"17 (1)  | 38"29 (4)  | 1'15"44 (2)  | 151,705 |
| 3    | Heather Richardson  | Stati Uniti   | 38"04 (3)  | 1'15"86 (4)  | 38"18 (3)  | 1'15"28 (1)  | 151,790 |
| 4    | Margot Boer         | Paesi Bassi   | 38"00 (2)  | 1'15"31 (2)  | 38"15 (2)  | 1'16"12 (3)  | 151,865 |
| 5    | Nao Kodaira         | Giappone      | 38"06 (4)  | 1'17"22 (8)  | 38"33 (5)  | 1'17"01 (7)  | 153"505 |
| 6    | Laurine van Riessen | Paesi Bassi   | 38"29 (6)  | 1'16"98 (7)  | 38"68 (7)  | 1'16"95 (6)  | 153,935 |
| 7    | Thijsje Oenema      | Paesi Bassi   | 38"46 (7)  | 1'16"45 (6)  | 38"59 (6)  | 1'17"70 (9)  | 154,125 |
| 8    | Ekaterïna Aydova    | Kazakistan    | 38"48 (8)  | 1'17"45 (10) | 38"75 (9)  | 1'17"15 (8)  | 154,530 |
| 9    | Christine Nesbitt   | Canada        | 39"08 (15) | 1'16"42 (5)  | 39"03 (14) | 1'16"60 (5)  | 154,620 |
| 10   | Maki Tsuji          | Giappone      | 38"60 (9)  | 1'18"50 (12) | 38"72 (8)  | 1'18"59 (11) | 155,865 |
| 11   | Anice Das           | Paesi Bassi   | 38"77 (10) | 1'17"43 (9)  | 39"31 (17) | 1'18"15 (10) | 155,870 |
| 12   | Kim Hyun-yung       | Corea del Sud | 39"05 (14) | 1'18"19 (11) | 38"93 (11) | 1'18"61 (12) | 156,380 |
| 13   | Miyako Sumiyoshi    | Giappone      | 38"91 (11) | 1'19"70 (18) | 38"81 (10) | 1'18"62 (13) | 156,880 |
| 14   | Sugar Todd          | Stati Uniti   | 38"98 (12) | 1'18"97 (14) | 39"22 (15) | 1'19"45 (15) | 157,410 |
| 15   | Denise Roth         | Germania      | 39"01 (13) | 1'19"62 (17) | 39"02 (13) | 1'19"46 (16) | 157,570 |
| 16   | Park Seung-ju       | Corea del Sud | 39"34 (18) | 1'19"29 (15) | 39"36 (18) | 1'19"04 (14) | 157,865 |
| 17   | Julija Kozyreva     | Russia        | 39"23 (16) | 1'20"13 (20) | 38"95 (12) | 1'20"14 (20) | 158,315 |
| 18   | Jennifer Plate      | Germania      | 39"39 (19) | 1'19"37 (16) | 39"28 (16) | 1'20"02 (19) | 158,365 |
| 19   | Angelina Golikova   | Russia        | 39"74 (21) | 1'18"77 (13) | 39"70 (20) | 1'19"97 (18) | 158,810 |
| 20   | Nadežda Aseeva      | Russia        | 39"52 (20) | 1'20"26 (21) | 39"85 (21) | 1'21"35 (21) | 160,175 |
| 21   | Li Dan              | Cina          | 39"27 (17) | 1'21"12 (22) | 39"63 (19) | 1'21"97 (23) | 160,445 |
| 22   | Hege Bøkko          | Norvegia      | 40"40 (24) | 1'20"06 (19) | 40"67 (24) | 1'19"49 (17) | 160,845 |
| 23   | Yvonne Daldossi     | Italia        | 40"24 (23) | 1'22"02 (23) | 40"04 (22) | 1'21"37 (22) | 161,975 |
| 24   | Elina Risku         | Finlandia     | 40"12 (22) | 1'22"18 (24) | 40"09 (23) | 1'22"36 (24) | 162,480 |